# Hokaglish
O hokaglish, também conhecido como hokkien híbrido das Filipinas e Saⁿ-lām-chham-ōe é uma língua mista baseada no hokkien, inglês e tagalo com influências periféricas do espanhol, cantonês e idiomas locais, falada por filipinos chineses, resultada da necessidade social desta etnia em manter domínio das três línguas na família, escola e na sociedade filipina como um todo.
Originalmente se pensava que o hokaglish seria uma língua crioula, mas hoje é compreendido de fato como uma língua mista.